# Nijemi film
Nijemi film u najširem smislu označava svaku filmsku snimku koja u sebi ne sadrži audio-snimak. Javno izvođenje takvih filmova bio je gotovo uvijek barem glazbeno praćeno. Nijemi film nastao je potkraj 19. stoljeća u Zapadnoj Europi i Sjedinjenim Američkim Državama.
Tehnologija snimanja i reprodukcije zvuka je postojala prije nastanka prvih filmova krajem 19. stoljeća. Ipak je sve do 1920-ih godina nisu postojale prikladne metode sinkronizacije vizualnog i zvučnog zapisa na filmskoj vrpci. 
Stoga su, uz pojedine eksperimentalne izuzetke, svi dotada snimljeni filmovi u pravilu bili nijemi. To je razdoblje bilo poznato kao era nijemog filma - i završila je 1927. godine kada je proizveden i prikazan The Jazz Singer, prvi komercijalno distribuirani zvučni film. 
Od 2007. se u Hrvatskoj održava festival Psst! koji je posvećen izgubljenim hrvatskim nijemim filmovima.

## Vanjske poveznice
- Silent-Movies.Com  Arhivirana inačica izvorne stranice od 9. ožujka 2010. (Wayback Machine)
- The Silent Era
- Biographies of the Silent Era
- Jeffrey Dym,  Associate Professor of History, California State University, Sacramento. A Brief History of Benshi (Silent Film Narrators)